# 新武器

《新武器》皇冠出版社封面

《新武器》是衛斯理系列的第98號作品，作者倪匡於1995年時在美國加州完成作品，並由勤+緣出版社(香港版本)出版該書。

## 故事大綱
衛斯理府上有兩人先後上門作客，分別是齊白的友人石亞玉和日本少女山下官子(下稱官子)。前者先來到衛斯理家中，並詢問成吉思汗的古墓是否位於鄱陽湖下（因他看過衛斯理早前講述成吉思汗古墓的故事《水晶宮》，根據故事的描述作出猜測）。衛斯理為免他成為同行的笑柄，因此坦白的告訴石亞玉他判斷錯誤，可是石亞玉不願意相信，並離開了衛斯理家，宣稱要和美國的專家合作。
石亞玉走後，衛斯理想起鄱陽湖在五十年前發生過匪夷所思的事件，並考一考白素。恰好，第二位客人來到，她是隨著衛紅綾的官子。原來，她得到白老大的指示，要衛斯理夫婦參與尋找失蹤多年的「神戶丸」運輸船。同時，官子又把其祖父山下堤昭當年的日記給予兩人瀏覽及轉述白老大交給他們的資料。
當年正是1945年，即日本在二次大戰中已成強弩之末的時期。鄱陽湖的江湖人物金秀四嫂發現「神戶丸」不時有人拿著大包小包的東西上落，而且看來是一種很重的東西，因此認為是黃金，便下令和四位愛將—「四大金剛」：梅蘭菊竹會合，以等待時機劫船。但事實上，「神戶丸」並非普通的商船，而是一輛載有「能扭轉帝國命運」的大輪船。然而，當時的山下堤昭還不清楚到底船上的是什麼東西。
某日，金秀四嫂等人看準機會，準備行事。就在此事，「神戶丸」在大霧中消失。金秀四嫂認為有危險，於是離開當地。不幾天，金秀四嫂再到當地監視，她相信船上的黃金會在湖底。與此同時，日本也派出兩組共三十六人的潛水人員來到事發地點作打撈，當中包括了官子的祖父—山下堤昭。後來，潛水隊的其中一組人忽然在下水後全體下落不明。其後，只有山下堤昭幸存，但卻被「四大金剛」的竹以不明的方法捉走。隨後兩人結婚，而菊也在這天以後未有再次出現。
另一方面，潛水隊在未失蹤之前卻完全於湖底發現不到任何特別的東西，而金秀四嫂則發現事發地點是一個危險地帶—「九鬼井」。綜合以上資料，衛斯理認為可以從石亞玉手中得到更多資料，於是把他找來。而在石亞玉手中，衛斯理看到其中一份機密文件中寫著日本意圖使中國人自相殘殺使自己能不費力的戰勝中國及在取勝後將所有日本人遷到中國，內有一份關於「神戶丸」的資料。對此，衛斯理等人認為前者是日本癡人說夢，根本不可行。而後者足以證明「神戶丸」運輸的是一種前所未見的新武器。
至於是什麼武器，衛斯理認為是核武，卻被眾人反對，如紅綾就表示若日本是用核武的話，他們遷居中國的計劃就無法實行。雖然意見不一致，但眾人都認為這種嶄新的武器是屬於放射性的。
為了更了解實況，他們決定親身往鄱陽湖一趟。在飛機中，他們遇上了軍中人物黃蟬，衛斯理等人起初認為他們的來臨不懷好意，但最終放棄了這心態。後來，眾人又研究新武器為何會出現於鄱陽湖中，結論是鄱陽湖是中國人口最稠密的地區的中心，能造成強大的殺傷力。
隨後，眾人登上湖上的一個小島，這個小島曾被黃蟬在之前搜索過，但一無所獲。而在這次中，白老大發現一位老嫗，這位老婦人正是「四大金剛」的菊。她把一切都告訴衛斯理等人。
原來，當年她和竹在湖底時看到日本潛水隊自相殘殺。同時，一位蛙人由於被「九鬼井」的漩渦的撞擊力而衝向竹的身旁，使她能成功捉住山下堤昭。此時，竹忽然感到自己喜歡上山下堤昭，於是和他遠走高飛，而知道此事的菊由於害怕向金秀四嫂交代此事，因此也走了。但她對日本潛水人員自相殘殺之事感到困擾，因而詢問他人的意見。某日，一位波斯人天工大王解釋道，他們是中了癔毒—一種存在於特殊的石頭的物質，一旦觸水則能使人精神失常，做出匪夷所思的行為。而日軍就把這石磨碎，並計劃放於湖中，使中國人自相殘殺。可是，「神戶丸」在湖中近「九鬼井」時遇上了大霧，石粉遇潮產生作用，船上的人發瘋，使船下沉，而「九鬼井」強勁的吸力使殘骸、屍體都吸走。後來，日本蛙人接觸到粉末，使他們失常，三十五人死於湖中。
菊的解說完後，衛斯理認為竹也可能是受粉末的影響而愛上山下堤昭。而那可怕的武器，也因為過於恐怖，眾人都無意把它拿走。
小說結尾，衛斯理和眾人討論，得出結論，毛澤東之所以挑起文化大革命，殘害無數國民，極可能是當年泳渡長江時中了石粉的癔毒，所以狂性大發。

## 相關人物
- 衛斯理

主角，他在這小說中曾提出多個重要的意見，使不少問題解開，有重要的地位。故事的最後，衛斯理認為新武器帶來的後果過於可怕，因此對這武器不加理會。
- 白素

衛斯理太太，她在故事的開端就參與了「神戶丸」失蹤之謎，最終得到的答案使眾人也感到驚訝。
- 白老大

白素之父，作為江湖中人，他曾經上門找「金秀四嫂」查問「神戶丸」和竹菊的下落，但所得的資訊卻比希望中所得的少。後來，他遇上了山下官子，使他有機會查到真相。
- 衛紅綾

衛斯理與白素的女兒，她和官子從白老大轉介中認識，並成為好友。隨後，她把官子帶來，使眾人參與了調查「神戶丸」的事件。
- 山下官子

日本少女，不出二十歲，她的祖父為日本帝國潛水隊副組隊，由於其祖父的日記，令她的父親也參與過「神戶丸」失事的調查，但苦無結果，因此官子父親把女兒送到中國求學。後來，她經中介人穆秀珍找上白老大，最終在衛斯理一家和石亞玉等人的協助下知道一切。
另外，她家族中的成員山下奉文也是日軍成員之一，而她的祖母和母親都是中國人。
- 山下堤昭

日軍潛水隊副隊長，是一位良心未泯的日本軍人。在一次任務後和竹結婚，並於戰後改名換姓的返回日本。他的一本日記使衛斯理等人研究「神戶丸」時起了舉足輕重的地位。然而，山下堤昭直到死後都不知道自己為何會被竹弄上手，因此把該謎團交由其子處理。
- 石亞玉

齊白的好友，也是從事考古工作，三十歲左右的他是位「算是考古學家」的考古學家，因他一直都不敢進入古墓考察，而是紙上談兵，常常成為齊白的嘲笑目標。
起初，他來衛斯理府上的目的是查問成吉思汗古墓是否位於鄱陽湖下，後來也參與了「神戶丸」的調查工作。在調查中，他迷上了美女黃蟬。
- 黃蟬

中共特務組織十二朵花的成員之一，是位外表出色卻工於心計的美女，她奉命到鄱陽湖調查新武器是否存在，提出了「神戶丸」為何會出現於鄱陽湖的問題。在小說的尾聲，她和衛斯理一樣，都認為日軍的新武器過於可怕，寧可它一直藏於湖底之下，不加理會。
- 穆秀珍

協助官子和白老大聯絡的中介人，她和衛斯理的叔父—衛七有特殊的關係。為人豪爽的穆秀珍曾在介紹自己時描述她「一生別無所長，只是嫉惡如仇」。
- 雲四風

穆秀珍的夫婿，也是雲氏工業的主席，他對自己的企業製造各種武器而取得好處感到高興，但同時又認為自己成為間接的殺手，感到非常矛盾。
- 金秀四嫂

本名金秀，四嫂之意不明，是位於鄱陽湖一帶極有地位的江湖中人。她擁有手下數百人，善於游泳，由於對日人的仇恨，她在抗戰期間一直與日軍進行對抗，而且有明顯的成效。
金秀四嫂一直都認為「四大金剛」的竹和菊是因為怕事而逃走，對此耿耿於懷。後來，她金盤洗手，退出江湖。

## 資料來源
以下內容以香港勤十綠出版社作準：
1. ↑  新武器 – 第一部 – P.4-11
2. ↑  新武器 – 第二部 – P.20-26
3. 1 2  新武器 – 第二部 – P.19-36
4. 1 2  新武器 – 第三部 – P.37-54
5. 1 2 3 4  新武器 – 第四部 – P.55-72
6. 1 2 3 4 5  新武器 – 第五部 – P.73-90
7. ↑  新武器 – 第八部 – P.127-135
8. ↑  新武器 – 第十部 – P.175
9. ↑  新武器 – 第十部 – P.174-175
10. 1 2  新武器 – 第十二部 – P.119-216
11. ↑  新武器 – 第十二部
12. ↑  毛澤東1966年7月橫渡長江不久，回北京便發表文章「炮打司令部─我的一張大字報」，展開文化大革命
13. ↑  新武器 – 第二部 – P.35
14. ↑  新武器 – 第四部 – P.66
15. ↑  新武器 – 第一部 – P.2-3

| 前任者： 097 前世 | 衛斯理系列（按編號） 098 | 繼任者： 099 病毒 |